# Med havet som granne
Med havet som granne är en roman av Anni Blomqvist och utkom 1969. Det är den andra delen av fem i romansviten om Stormskärs Maja. Romansviten handlar om livsvillkoren för fattiga fiskarfamiljer i den åländska skärgården under 1800-talet.

## Karaktärerna
- Maria ”Maja” Mickelsdotter
- Johan ”Janne” Eriksson – Majas make
- Maria – Majas och Jannes dotter
- August – Majas och Jannes son
- Mikael – Majas och Jannes son
- Sigfrid – Majas och Jannes son
- Sara Lisa – Majas mor
- Mickel – Majas far
- Greta – Majas lillasyster
- Fia – Majas lillasyster
- Jan – Majas lillebror
- Anders – Majas lillebror
- Karl – Majas lillebror
- Gammel Olle – sitter på undantaget i Vestergårds (Majas familjs gård)
- Hindrik – dräng i Vestergårds
- Jan "guffar" – talman och följer Maja med brudsäcken
- Vallborg "gummor" – bor i Östergårds, bekanta med människorna i Västangårds
- Tobias – Ligger på fiske utanför Stormskäret, bor på Finnklobben